# Катарометр
Катаро́метр, или дете́ктор по теплопрово́дности (сокр. ДТП) — это универсальный детектор, весьма часто используемый в газовых хроматографах, в основе которого лежит принцип изменения сопротивления материалов от температуры.
Согласно ГОСТ 17567, «катарометр» считается недопустимым термином, вместо этого предписывается использовать «детектор по теплопроводности».

## Принцип действия

Схема работы детектора по теплопроводности. Разбаланс моста возникает за счёт обдувания нитей накаливания газами с разными коэффициентами теплопроводности.

В полость металлического блока ДТП помещена нить накаливания из металла с высоким температурным коэффициентом сопротивления (W,Pt, их сплавы, Ni и др.). В результате прохождения через нить постоянного тока она нагревается. В случае, когда нить омывается чистым газом-носителем, она теряет постоянное количество теплоты и её температура остаётся постоянной. Содержащий примеси газ, поступающий из хроматографической колонки, имеет другие показатели теплопроводности, следовательно, изменяется и температура нити. Это приводит к изменению сопротивления нити, которое измеряют с помощью моста Витстона. Сравнительный поток газа-носителя омывает нить R4, а газ, поступающий из колонки хроматографа, омывает нить R3. Мост будет находиться в равновесии, если у обеих нитей будет одинаковая температура и, следовательно, одинаковое сопротивление. Если изменить состав газа, выходящего из колонки хроматографа, то сопротивление нитей ячеек R3 и R4 изменяется, равновесие нарушается и генерируется выходной сигнал. Детектор реагирует на все компоненты, за исключением газа-носителя, и не разрушает их.
Большинство ДТП используют две нити накаливания (в ячейках с R3 и R4, обдуваемых газом). R1 и R2, как правило, представляют собой постоянные или переменные резисторы. В некоторых конструкциях (например, ДТП фирмы «Agilent») используется конструкция с одной нитью, на которую по очереди направляются поток из колонки и поток сравнения.

## Применение
В качестве газа-носителя рекомендуется использовать гелий или водород, поскольку их теплопроводность сильно отличается от теплопроводности большинства измеряемых в газовой хроматографии веществ. Однако бывают случаи, когда необходимо измерить именно гелий или водород в газовой смеси, или замаскировать какой-либо компонент. Например, в ситуации, когда надо определить концентрацию кислорода в продуктах сжигания, используют в качестве газа-носителя аргон, поскольку в воздухе, используемом для сжигания, аргон присутствует в довольно значительных количествах (0,916 мол. % в сухом воздухе) и, естественно, остаётся в неизменном виде в продуктах сгорания, а хроматографически разделить его с кислородом сложно.
По чувствительности ДТП уступает большинству специфических детекторов. Его главные преимущества — универсальность и неразрушающий характер измерения. Максимальная чувствительность достигается при миниатюризации компонентов детектора, что позволяет достичь нижнего предела обнаружения до 1 ppm (до 0,0001 молярных %).